# Rauhenstein (zřícenina hradu)

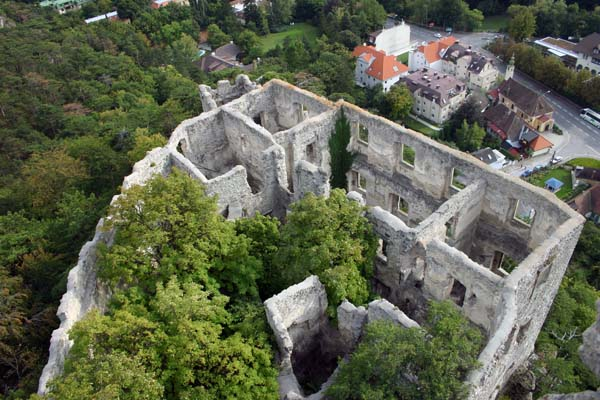
Zřícenina hradu Rauhenstein

Zřícenina hradu Rauhenstein leží v Helenentalu severovýchodně od řeky Schwechat, v obci Baden (Dolní Rakousy) u Vídně.

## Historie
Byl pravděpodobně postavený stejně jako sousední zřícenina Rauheneck (zřícenina hradu) ve 12. století rytířským rodem „Tursen“. Hrad byl soustavně obydlený loupeživými rytíři, několikrát zničen a znovu vybudován.
Nakonec vzešlo obvinění za dluh na "střešní dani" z 18. století. V té době mnoho hradů strhlo střechu, protože se tato forma domovní daně vypočítala z plochy střech nad budovami. Udržovací práce na zřícenině byly prováděny až do roku 1881.

## Dnešní stav
Od roku 1993 je na zřícenině Rauhensteinu oslavován tzv. „Ruinenfestl" od 30. dubna do 1. května (Walpurgisnacht).
Skupina skautů a stopařů z Badenu ve věkových kategoriích "Guides&Späher" je zvána na hrad k soutěžím.